# 伏古
伏古（ふしこ）とは、北海道札幌市東区にある地名である。伏籠川東岸に沿った地域で、もともとは東苗穂町の一部だったが、1975年（昭和50年）10月20日と1976年（昭和51年）6月1日の区画整理によって正式な町名となった。
かつては北海道内一のタマネギ生産地だったが、21世紀初頭現在では宅地化が完了している。

## 住所
| 町丁                 | 郵便番号 |
| -------------------- | -------- |
| 伏古1条2丁目〜5丁目  | 007-0861 |
| 伏古2条3丁目〜5丁目  | 007-0862 |
| 伏古3条2丁目〜5丁目  | 007-0863 |
| 伏古4条2丁目〜5丁目  | 007-0864 |
| 伏古5条2丁目〜5丁目  | 007-0865 |
| 伏古6条2丁目〜5丁目  | 007-0866 |
| 伏古7条2丁目〜5丁目  | 007-0867 |
| 伏古8条1丁目〜5丁目  | 007-0868 |
| 伏古9条1丁目〜5丁目  | 007-0869 |
| 伏古10条1丁目〜5丁目 | 007-0870 |
| 伏古11条1丁目〜5丁目 | 007-0871 |
| 伏古12条2丁目〜5丁目 | 007-0872 |
| 伏古13条3丁目〜5丁目 | 007-0873 |
| 伏古14条3丁目〜5丁目 | 007-0874 |

## 教育
- 札幌市立札幌中学校（伏古8-1）
- 札幌市立札幌小学校（伏古1-2）
- 札幌市立伏古小学校（伏古8-5）
- 札幌市立伏古北小学校（伏古1-1）